# Hoolock
Holoock é um género de primatas símios da família Hylobatidae.

## Espécies
- Hoolock hoolock (Harlan, 1834)
- Hoolock leuconedys (Groves, 1967)
- Hoolock tianxing Fan et al., 2017[3]